# Баймакский вестник
«Баймакский вестник» — общественно-политическая газета Баймакского района и г. Баймак (Башкортостан).
Учредители — Агентство по печати и средствам массовой информации РБ и ГУП РБ Издательский дом «Республика Башкортостан».

## История
Одна из старейших в Башкирском Зауралье и в Республике Башкортостан газет основана в 1931 году. Издавалась на русском языке. Затем как «Ҡыҙыл Баймаҡ» («Красный Баймак») на башкирском.
В 1936-37 годах — «За цветные металлы». Выходит на русском языке.
В 1955 году, после объединения с газетой «Баймакский рабочий», которая также издавалась на русском языке, получает название «Знамя коммунизма» («Коммунизм байрағы») и выходит уже на двух языках: русском и башкирском.
В 1962—64 годах газета не издавалась.
С 1965 года переименована в «Октябрьское знамя» («Октябрь байрағы»).
С 2000 года газета носит название «Баймакский вестник».
В настоящее время издаётся на русском языке и выходит два раза в неделю.
В 2006 году появился официальный сайт. Таким образом, газета стала первой среди «районок» в Республике Башкортостан, разместившей в мировой сети интернет не просто статичный сайт, а предоставившей возможность получения каждого свежего номера в любой точке планеты.

## Главные редакторы
- С. Мифтахов (1931—1932);
- К. Фахретдинов (1932—1934);
- Г. Бикбов (1934—1936);
- В. Бикимбетов (1936);
- Л. Азаматов (1936);
- Леонтьев (1936—1937);
- З. Имашев (1937);
- Н. Сафронов (1937);
- А. Кутлугужин (1937—1940);
- Т. Гурема (1940—1941);
- Х. Кусябаев (1940—1941, 1946—1951, 1955—1956, 1964—1965);
- Р. Кульбаева (1943);
- И. Зарипов (1944—1947);
- З. Исламгазин (1948—1951);
- Б. Дияров (1951—1952);
- А. Кузнецов (1952—1954);
- В. Буранбаев (1952—1954);
- З. Артыкаев (1954—1955);
- Г. Гарипов (1956—1960);
- Х. Кадыров (1962—1964);
- Б. Самигуллин (1960—1962, 1965—1985);
- Г. Баймурзин (1985—2008);
- Д. Сайгафарова (2008— 2020);
- Д. Фадеев (2021 - ).

## Заслуженные работники печати и культуры
- Б. А. Самигуллин, редактор (1974 (РБ), 1984 (РФ));
- Р. З. Утяев, заместитель редактора (1981);
- Т. С. Ушанов, ответсекретарь (1986);
- Г. Г. Ушанова, наборщица типографии (1988);
- Н. А. Шагеев, директор типографии (1991);
- М. Г. Маннапов, фотокорреспондент (1991);
- Г. С. Баймурзин, редактор (1996);
- Г. Н. Нигаматова, заведующая отделом (1998);
- М. М. Исянаманова, наборщица типографии (2001);
- А. А. Байназаров, заведующий отделом (2002);
- Л. Ф. Ганиева, заведующая отделом (2006);
- Х. З. Утяев, ответсекретарь (2014).

## Адрес редакции
453630, Республика Башкортостан, г. Баймак, пр-т С. Юлаева, 38. Баймакский информцентр-филиал ГУП РБ «ИД Республика Башкортостан».